# NGC 4685
NGC 4685 é uma galáxia elíptica (E-S0) localizada na direcção da constelação de Coma Berenices. Possui uma declinação de +19° 27' 53" e uma ascensão recta de 12 horas, 47 minutos e 11,4 segundos.
A galáxia NGC 4685 foi descoberta em 27 de Abril de 1785 por William Herschel.